# Orlikia palmata
Orlikia palmata is een zachte koraalsoort uit de familie Nidaliidae. De koraalsoort komt uit het geslacht Orlikia. Orlikia palmata werd in 1993 voor het eerst wetenschappelijk beschreven door Malyutin. 